# Альмудевар
Альмудевар (ісп. Almudévar, араг. Almudébar) — муніципалітет в Іспанії, у складі автономної спільноти Арагон, у провінції Уеска. Населення — 2552 особи (2009).
Муніципалітет розташований на відстані близько 320 км на північний схід від Мадрида, 17 км на південний захід від Уески.
На території муніципалітету розташовані такі населені пункти: (дані про населення за 2009 рік)
- Альмудевар: 2223 особи
- Артасона-дель-Льяно: 79 осіб
- Сан-Хорхе: 138 осіб
- Вальсалада: 114 осіб

## Демографія
Динаміка населення (INE ):